# Бушуев, Иван Николаевич
Ива́н Никола́евич Бушу́ев (1798, Златоуст — 20 мая [1 июня] 1835, Златоуст) — создатель златоустовской гравюры на стали, гравёр Златоустовской оружейной фабрики.

## Биография
Родился в семье заводского унтершихтмейстера, известного в то время на Урале художника-самородка Николая Никитовича Бушуева. Учился в горнозаводской школе, с 1815 года начал работать в заводской чертёжне, где под руководством своего отца и А. Е. Тележникова, известных в то время на фабрике рисовальщиков, прошел хорошую выучку для художника. В декабре 1817 года был принят в обучение к немецким художникам-оружейникам Шафам. За очень короткий срок овладел мастерством выковки оружия и стал специалистом высокого класса по украшению холодного оружия. С 1823 года, после ухода с фабрики Шафов, стал старшим мастером отделения украшенного оружия. Усовершенствовал технику золочения «через огонь», добился более прочного и надежного соединения золота со сталью. По праву считается создателем златоустовской гравюры на стали.
Наиболее важным в его творчестве стало создание миниатюр на темы русской истории. Впервые на Златоустовской оружейной фабрике Бушуев стал украшать оружие многофигурными батальными сценами, центральной фигурой композиций художник сделал не полководцев, а солдат. Его фантазия создала, а талант увековечил на металле образ стремительно несущегося крылатого коня, который ныне украшает герб Златоуста и стал символом города, а сам художник стал зваться в народе Иванко-Крылатко.
Работы Бушуева хранятся во многих музеях страны, в том числе в Оружейной палате Московского Кремля.
- Работы Ивана Бушуева
- Шпага кавалерийская образца 1798 года с ножнами (1824 год)
- Сабля парадная произвольного образца (1824 год)
- Сабля с полым футляром для клинка и ножнами (1824 год)
- Сабля с ножнами (1830 год)
- Сабля произвольного образца парадная «Слава» (1824 год)

## Память
Именем Бушуева названа одна из улиц в центре Златоуста.
В 1988 году на привокзальной площади города установлен памятник И. Н. Бушуеву. Автор памятника златоустовский скульптор и художник В. П. Жариков.
Ивану Бушуеву посвящён сказ Павла Петровича Бажова [www.lib.ru/TALES/BAZHOV/skazki2.txt «Иванко Крылатко»] и пьеса драматурга Константина Скворцова «Ущелье крылатых коней»